# 赵辛初
赵辛初（1915年3月—1991年），本名帅启汰、帅英孩，字启泰，男，湖北省黄梅县探花府（五祖镇洪楼村）人，中华人民共和国政治人物。

## 生平
帅启汰早年因家族衰落，而随伯父师培璇读书，并受伯父帅玑平影响。1930年，因家族长辈在第一次国共内战期间加入中共，而被国民政府追杀藏匿。帅启汰转居族祖帅培寅门下求学。后考入启煌师范学院。1937年，因董必武举荐，进入延安抗日军政大学学习，师启汰遂改名为赵辛初。1938年2月，加入中国共产党。同年，先后担任武昌区党支部书记，中共黄冈县四区区委书记等职位。1945年后，担任中共礼山县委书记，中共鄂东区委组织部副部长、新四军第五师鄂皖边指挥部政委，鄂豫军区第五军分区政委等职。
中华人民共和国成立后，担任中共湖北省黄冈地委书记、中共湖北省委秘书长等职。1955年，进入中央，担任中共中央书记处第二办公室第四组组长。1956年，担任中共湖北省委书记处书记。两年后兼任湖北省人民委员会副省长。1965年，担任中华人民共和国文化部副部长。1973年，任中共湖北省委书记，兼任湖北省军区第一政委、武汉军区政委等职。1975年5月22日任湖北省革委会主任、湖北省委第一书记。1978年，兼任第四届湖北省政协主席。同年改任国家计委副主任。次年，兼任国家农业委员会副主任。1980年，任中华人民共和国粮食部部长。

## 家族
六世祖帅承瀛为清朝探花。